# Jazz Half Sextet
Jazz Half Sextet byla česká jazzová skupina, která byla založena v roce 1971.

## Historie
Jazz Half Sextet založil v roce 1971 hudební skladatel a saxofonista Viktor Kotrubenko, jako ojedinělé minimalistické seskupení. První obsazení Jazz Half Sextetu tvořily baskytara – Jiří Vácha, bicí nástroje – Jaromír Helešic, a tenor saxofon, který byl střídán baryton saxofonem – obojí Viktor Kotrubenko.
Hlavní myšlenkou zakladatele byla idea tvořit plnohodnotnou hudbu bez harmonického nástroje tak, že byl harmonický základ svěřen basové kytaře, druhý (střední) tón harmonie obsáhla tatáž basová kytara při svém pohybu k dalšímu, harmonicky důležitému basovému tónu, a melodie svou logikou dotvořila třetí, nezbytný tón harmonie. Rytmický základ tvořila rovněž basová kytara, podporovaná někdy bicími nástroji. Vzniklý souzvuk byl v té době zcela ojedinělý, k tomu byl mnohdy doplněn – tzv. „okořeněn“– tónovým generátorem UNIFEI (Universal Free Electrojazz Instrument) vlastní Kotrubenkovy konstrukce. Repertoár kapely byl rozšířen i o originální úpravy skladeb klasické (vážné) hudby světových autorů, např. Igora Stravinského Příběh vojáka, výběr z cyklu Bély Bartóka Mikrokosmos, Antonína Dvořáka Humoresky a melodií P. I. Čajkovského z Labutího jezera.
Poté, co Kotrubenko získal ocenění Laureáta Mezinárodního jazzového festivalu Praha 1971 ve hře na tenor saxofon, vystupoval Jazz Half Sextet ve většině tehdejších pražských jazzových klubů – Klub v Michalské, Jazzový klub v Parnasu, Reduta, Klub v Řeznické, ale např. i na festivalech, třeba na Pražských jazzových dnech, Slánských jazzových dnech, ČAJF a pod.
Jazz Half Sextet se později profiloval jako soubor komorní, kdy se bicích nástrojů, zejména marimby, ujal fenomenální a univerzální hráč Petr Šprunk, mj. také člen České filharmonie. Jazz Half Sextet začal spolupracovat i s Janou Koubkovou, jejíž zpěv (vokál beze slov) byl de facto hudebním nástrojem v sopránové poloze, a rozmnožil tak výrazové prostředky skupiny.
Šestihlasá Kotrubenkova úprava Ježkova Bugatti stepu z roku 1975 stála např. u zrodu jeho nové (r. 2020) animované podoby upravovatelů Koubková/Luděk Bárta.

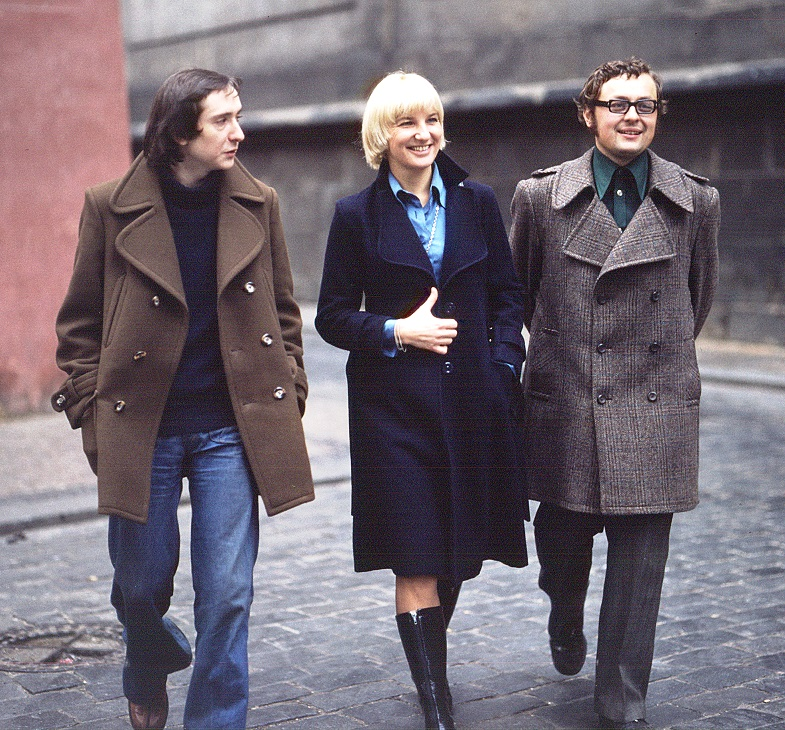
Jiří Vácha, Jana Koubková, Viktor Kotrubenko

V roce 1977 získal V. Kotrubenko se svým Jazz Half Sextetem za skladbu Smutný hit Stříbrnou plaketu jazzového festivalu ČAJF 1977. V této komorní poloze zachytily Jazz Half Sextet nahrávky, umístěné na EP Mini Jazz Klub č. 16, vydané Pantonem v roce 1978. Jde o skladby Kočka leze dírou, Stín, Panna Eva, panna Božena a psík Bobík, Balada o rosničce aneb když jsem šel zalévat zahrádku. Některé skladby oplývají (mimo vlastních žertovných názvů) hlavně hudebním vtipem i zvláštními naschvály, za což je ve své době řadil přední český kontrabasista Luděk Hulan k jazzovému dada. Ve zvláštní úpravě zde zaznívá i jazzový standard Straight No Chaser (Thelonius Monk). Humor byl vůbec součástí této skupiny, což dokazuje i samotný její název, v němž je základní tříčlenné složení definováno jako polovina sexteta.

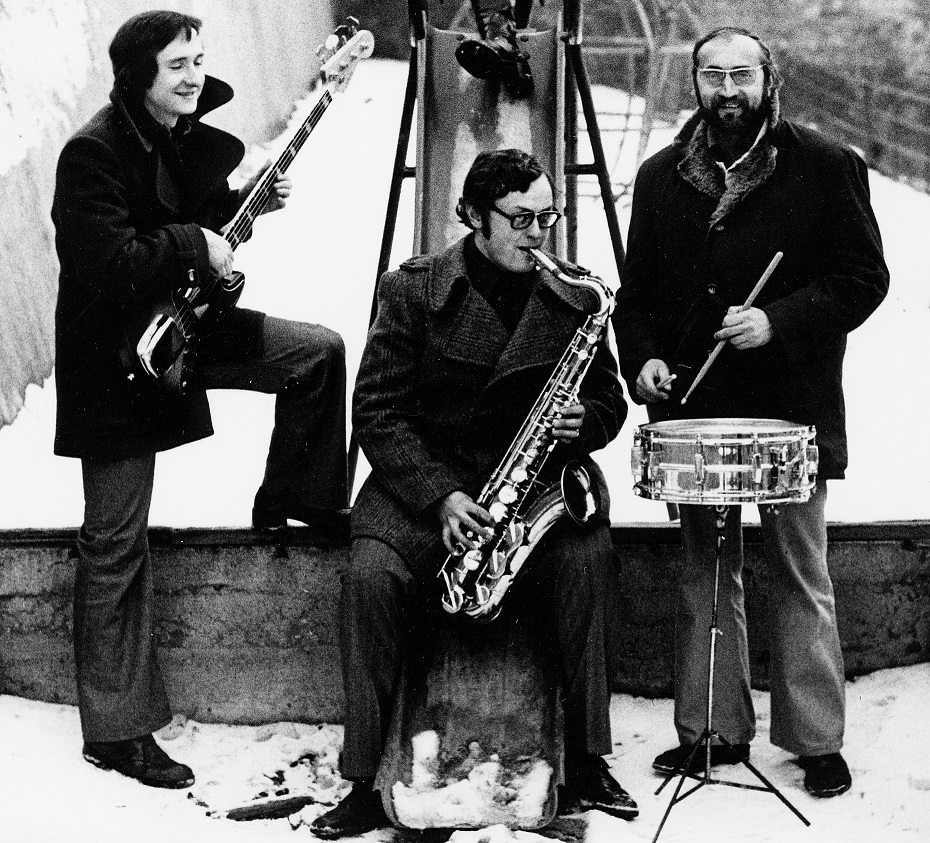
Jiří Vácha, Viktor Kotrubenko, Petr Šprunk

Jazz Half Sextet nahrál rovněž několik skladeb, většinou z pera V. Kotrubenka, v Československém rozhlase, např. Smutný hit, Sloní valčík, Tak už neměj strach a zpívej s námi blues, Do lesíčka na čekanou, ale i zajímavou úpravu jazzového standardu Bernie's Tune (autor Bernie Miller). Skladby v podání Jazz Half Sextetu měly natolik originální zvuk, že některé z nich byly i po mnoha letech, v roce 1997, vybrány japonskou firmou EM Records do reprezentativního kompletu 3 CD Jana Koubková – Vocal Virtuoso (EM 1035DCD), a posléze, v roce 2014, společností Supraphon na komplet 2 CD Jana Koubková – Jazz? Oh, Yes! (SU 6250-2).
V současné době (leden 2021) Viktor Kotrubenko obnovil spolupráci s Janou Koubkovou. Připravují album, které bude obsahovat nejen remasterované společné snímky ze sedmdesátých let, ale i zbrusu nové kompozice, které budou výrazem nezaměnitelného Kotrubenkova hudebního rukopisu a interpretačního i textařského umění Jany Koubkové.

## Členové
- Jiří Vácha – basová kytara, později vystudoval Právnickou fakultu UK Praha, do současnosti pracuje jako právník, t.č. v Anglii
- Jaromír Helešic – bicí nástroje, dosud je aktivním hudebníkem
- Petr Šprunk – bicí nástroje, tragicky zemřel v roce 1992
- Viktor Kotrubenko – saxofony, elektrický generátor, později skládal filmovou hudbu, v současnosti je soudním znalcem
- Jana Koubková – vokál, dosud je aktivní zpěvačkou

## Diskografie

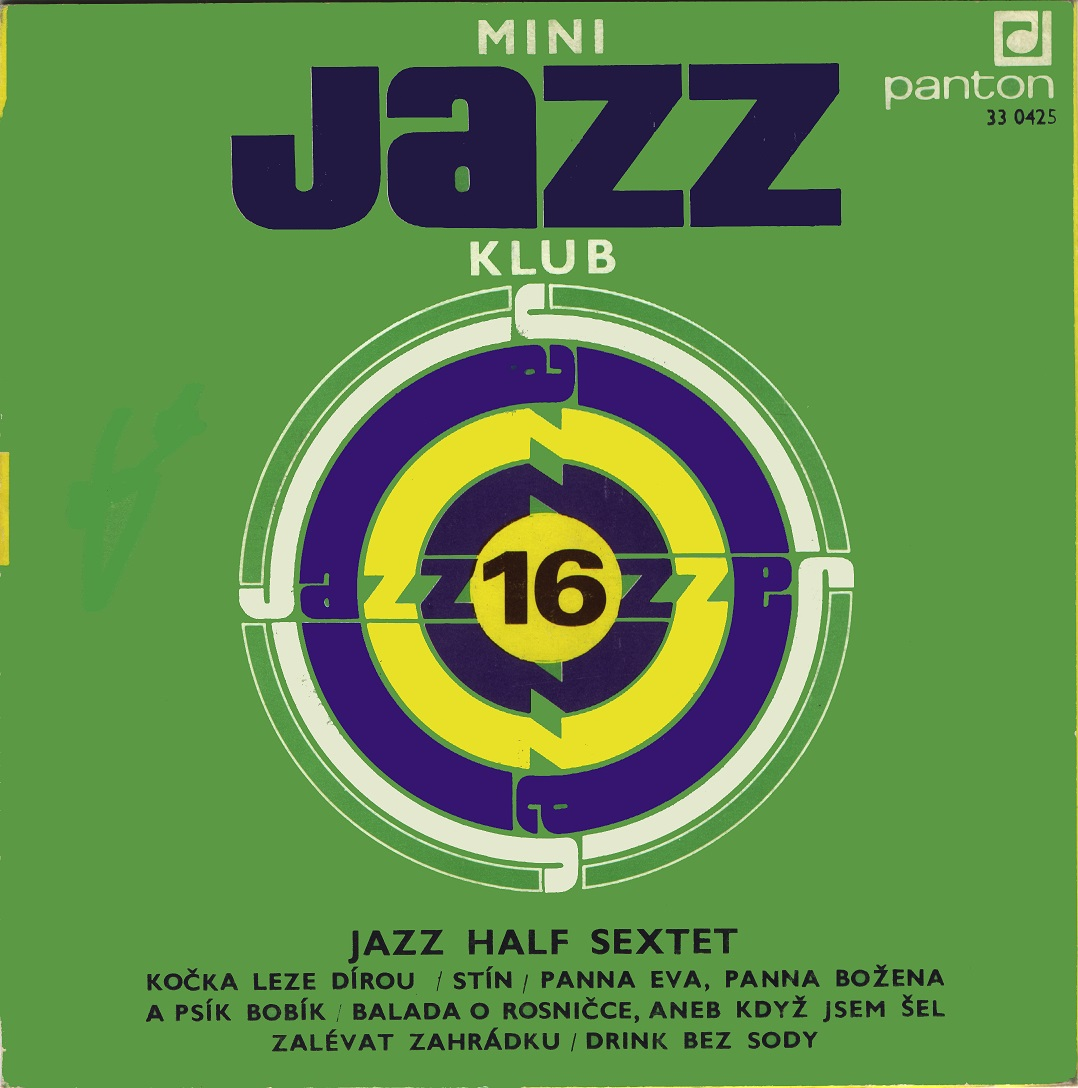
Jazz Half Sextet - EP - Mini Jazz Klub č. 16

- Mini Jazz Klub č.16, Panton 1978
- Vocal Virtuoso, EM Records 1997
- Jazz? Oh, Yes!, Supraphon 2014